# Tenuipalpus acritus
Tenuipalpus acritus är en spindeldjursart som beskrevs av Meyer 1993. Tenuipalpus acritus ingår i släktet Tenuipalpus och familjen Tenuipalpidae. Inga underarter finns listade i Catalogue of Life.